# 克美しげる
克美 しげる（かつみ しげる、1937年12月25日 - 2013年2月27日）は、日本の歌手。本名は津村 誠也（つむら せいや）。1975年から1976年にかけては芸名を『克美 茂』と表記していた。歌手として活躍中に殺人事件を起こし収監されたことで知られる。
渡辺プロダクションなどに所属。宮崎県宮崎市出身。
1950年代末に始まったロカビリー・ブームを追い風に、ヒットポップスの日本語カバーでヒット曲を連発、その後、テレビアニメ『エイトマン』の主題歌や『さすらい』などのヒット曲によって流行歌手として活躍した。

## 生涯

### 生い立ち
1937年、宮崎の大きな材木屋を経営する裕福な家に生まれた。中学はクリスチャン系の私立の中学校に入れられ、聖歌隊のメンバーになり、その顧問の先生にソロを取るように言われたことが、歌への目覚めであった。
1956年、宮崎県立宮崎大宮高等学校へ進学するも、家業が傾き、家計を助けるために得意のギターで仲間と音楽グループを結成、クラブのステージにも立つようになる。学校にばれて何度も停学になるが、活動を続けていた。
その頃、ロカビリーブームが起きて、テレビも普及しておらず情報がない中、自身もその波に乗り遅れたくないという想いが強くなり、高校3年の時に家出同然で飛び出し、宮崎を汽車で発つ。その頃東京までは1日半かかり、自身と似た境遇の若者は途中の大阪で下車する者が多かったが、克美は大阪のジャズ喫茶で水原弘が歌っていることを知り、ステージを観に行き、終わって楽屋に付き人を志願。そのまま水原の付き人になる。なお、採用には至らなかったが、水原から有名なバンドリーダーを紹介されるなど、両者の親交は長く続いたという話もある。
高校卒業後、神戸に転居。関西で活動していた“マウンテン・ボーイズ”にバンドボーイとして採用され、その1年後には同バンドで最年少ながら、自ら名乗った芸名・勝己しげるでボーカルを担当し、人気を博した。

### レコードデビュー
1960年、NHK（大阪放送局）が主催したオーディションに合格。1961年、芸名を「克美しげる」に改め、同じく改名したバンド “ロック・メッセンジャーズ”と共に東京に進出した。ジャズ喫茶でのステージにて東芝レコードのディレクターからスカウトを受け、ジョン・レイトンのヒット曲『霧の中のジョニー』の日本語カバーでレコードデビューし、40万枚を売り上げるヒットとなった。

### NHK紅白歌合戦に出場
1963年、テレビアニメ『エイトマン』の同名主題歌を歌った。1964年、歌謡曲路線に転じた『さすらい』が60万枚のヒットとなり、翌1965年と2年連続でNHK紅白歌合戦に出場した。また1965年には『人形佐七捕物帳』（NHK総合）に豆六役でレギュラー出演を果たした。その年には念願だったアメリカへエルヴィス・プレスリーに会いに行くが、それは叶わず、代わりにフランク・シナトラ、ディーン・マーチン、サミー・ディビス・ジュニアなどに楽屋で直接会うことができた。キャピタルレコードでは、日本語の『枯葉』を吹き込むナット・キング・コールにも会え、ビーチボーイズの録音にも遭遇。ビーチボーイズのメンバーは克美の片言英語を面白がり、『霧の中のジョニー』を歌って、ビーチボーイズのアルバムにも収録されたという。

### 人気低迷と愛人殺害
その後1971年辺りから人気が低迷。当時克美には妻が居て長女も生まれ、専属バンドのメンバー10人を抱えており、彼らを食べさせていかなければならなかった。
人気低迷からの脱却を図って音楽関係者への接待を続け、1000万円もの借金をつくる。「妻とは離婚した」と嘘をついて、当時交際していた銀座の人気ホステスOから毎月30万円（現在の貨幣価値で100万円）を貰い、借金1000万円を返済する。途中で妻子がいることが判明し、「妻とは別れてくれ」と懇願されるようになったが、娘が可愛いため離婚は考えていなかった。その後も克美は賭けマージャン等のギャンブルで再び借金をつくり、Oに貢がせた金でその借金を返済するなど、やりたい放題の生活を続けた。Oはホステスの収入だけでは足りなくなり、トルコ風呂で働いて貢ぎ続けた。最終的にOに貢がせた金額は、当時の金額で3500万円に達した。克美は岡山にあるOの実家を訪れ、Oの親に「娘さんと結婚したい」と告げ、親戚・友人らを招いてOとの偽装結婚式まで挙げるに至った。
一方、古巣の東芝レコードでは低迷した歌手のカムバック作戦（復活作戦）「3000万円作戦」を展開しており、師匠の水原が『君こそわが生命』で成功を収めた後、3番目に選ばれたのが克美だった。1975年、芸名表記も「克美茂」と改め、『傷』で再デビュー。このとき会社から「大掛かりなプロジェクトだが、身辺は大丈夫か？」と聞かれ、愛人Oのことを考え動揺する。克美に業を煮やしたOは、本番中の客席など公の場に現れることが多くなっていた。スタッフの中にもOの存在に気づく者がいたが、熱心なファンだと誤魔化していた。やがて克美はOとの不倫が発覚しスキャンダルになることを恐れ、Oのもとを離れて妻子と暮らし始めた。
復活作戦用の新曲『おもいやり』はすでに有線放送で人気曲となり、北海道キャンペーンが1976年5月6日から始まることになっていた。Oはこの巡業旅行に同行することを望んだ。しかし、克美はこれがスキャンダルになるとして拒み、O（当時35歳）に対し「北海道へは一人で行くからね」と伝えたところ、「何言ってんの！これから奥さんのところに行って決着をつけてくるわ！」と激昂され、激しい口論となった。明け方、Oが寝静まると克美はOの首を絞めて殺害する。札幌に出発する5月6日の午前4時ごろの出来事だった。遺体をどこかに埋めるつもりで知人が所有する自動車を借りたが、適当な場所が見つからず、トランクに遺体を隠したまま、当日午前5時頃羽田空港へ向かい、そのまま空港の駐車場に駐車し、北海道へ出発した。
5月8日に遺体が発見され、車の所有者から割り出された克美が逮捕された。全国のレコード店に並んでいた新曲はすぐに回収されたが、一時的なヒットを記録した。
8月23日、東京地方裁判所にて懲役10年の実刑判決を受け服役した。
入所中は、村田英雄や島倉千代子、その頃島倉の面倒を見ていた細木数子ら、さまざまな芸能人が慰問に訪れた。

### 出所後
服役当時模範囚だったことから、事件から7年後の1983年10月、収監されていた大阪刑務所から仮出所した。「殺人もしながら8年の服役は短い」と非難されることもあり、引きこもり生活にもなるが、かつてのバンド仲間でもある元マネージャー・大谷羊太郎（推理作家）の助力を得て音楽事務所を開く。二人の連れ子のいる女性と再婚（3度目の結婚）するも数年で破局。カラオケ教室を設立し、自ら指導もしていた。
1989年5月11日、覚醒剤取締法違反（不法所持）で逮捕され、懲役8ヵ月の実刑判決を受けた。
1996年、31歳年下の女性と4度目の結婚をするが、その後は心臓病・脳梗塞・顔面麻痺などの病気に相次いで襲われた。後に体調は回復し、2000年代に入ると、キー局制作全国ネットを含むテレビ番組などのメディアにも出演するようになり、地域の行事に参加したり、写経を日課として懺悔を続けるなど、自身の日常生活について取材を受けることもあった。
2004年2月に、「かっぱちゃんの歌謡スタジオ101」（テレビ神奈川）第一回目の話題作りにと、克美の出演が決まり収録も行われ、『さすらい』と獄中で作った『俺の故郷』を歌うと、店内にいた常連客も久しぶりに見た克美に大声援を送り、収録後『エイトマン』を歌うと涙ぐむ者もいた。ところが、放送1週間前に「克美しげる出演に問題あり」と通達があり、克美出演部分は全てカットされてお蔵入りとなった。一方TBSテレビは全国ネット番組に出演させ、その中で『エイトマン』を歌唱するなど、局によって対応が分かれた。
2006年11月、克美の代わりに『おもいやり』を歌った黒木憲が逝去。東芝の後輩でもあり友人でもあったため、克美はお別れ会に思い切って参加した。おかげでかつての懐かしい面々と顔を合わせ旧交を温めることができた。克美は「自身の罪が消えることはないが、それまでのわだかまりが消えて、参加してよかった」と後に語った。
2007年12月に出版された石橋春海『蘇る封印歌謡 いったい歌は誰のものなのか』（三才ブックス）にインタビューが掲載され、付録CDに新録音の『さすらい』『おもいやり』『エイトマン』が収録された。自主制作のカセットテープなどを除けば、凡そ30年ぶりに新音源が全国発売されたことになる。
2008年3月には都内で30年ぶりのライブを行い、「これで吹っ切れた思いです」となどと語っていた。

### 死去
2013年10月2日、同年2月27日に脳出血により死去していたことが報じられた。日刊スポーツでは「群馬県内で死去」と報じているが、スポニチアネックスでは「栃木県佐野市の病院で死去」と報じている。75歳没。

## ディスコグラフィ

### シングル
- すべて東芝からリリース。
  - 52枚目の「ヴェニスの船唄」から54枚目の「おもいやり」は克美茂名義。

| #  | 発売日         | 曲順 | タイトル                            | 作詞           | 作曲                     | 編曲       | 規格品番 |
| -- | -------------- | ---- | ----------------------------------- | -------------- | ------------------------ | ---------- | -------- |
| 1  | 1962年 1月     | A面  | 霧の中のジョニー                    | 漣健児         | G.Goddard                | 小林郁夫   | JP-1357  |
| 1  | 1962年 1月     | B面  | 恋とはこんなものなのか              | 倉本秀和       | 斎藤敬二                 | 小林郁夫   | JP-1357  |
| 2  | 1962年 3月     | A面  | 夜に咲く花 (シャンゼリゼのブルース) | 三田恭次       | H.Schachtner             | 小林郁夫   | JP-1381  |
| 2  | 1962年 3月     | B面  | ワン・モア・チャンス                | 漣健児         | T.Randazzo               | 小林郁夫   | JP-1381  |
| 3  | 1962年 6月     | A面  | 片目のジャック                      | 渡舟人         | M.Morgan                 | 小林郁夫   | JP-5123  |
| 3  | 1962年 6月     | B面  | ドミノ・ツイスト                    | 倉本秀和       | L.Ferrari                | 小林郁夫   | JP-5123  |
| 4  | 1962年 8月     | A面  | 忘られぬジョニー                    | 漣健児         | A.Celentano              | 小林郁夫   | JP-5142  |
| 4  | 1962年 8月     | B面  | 名も知らぬ恋                        | 三田恭次       | P.Anka                   | 小野崎孝輔 | JP-5142  |
| 5  | 1962年 11月    | A面  | さいはての慕情                      | あらかわひろし | B.Roberts                | 小林郁夫   | JP-5150  |
| 5  | 1962年 11月    | B面  | 白い流木                            | 石原昭         | 前田憲男                 | 前田憲男   | JP-5150  |
| 6  | 1962年 11月    | A面  | 霧の中のロンリー・シティー          | 三田恭次       | G.Goddard                | 小野崎孝輔 | JP-5164  |
| 6  | 1962年 11月    | B面  | 忘れておくれ                        | 漣健児         | E.Leoni A.Celentano      | 小林郁夫   | JP-5164  |
| 7  | 1962年 12月    | A面  | 史上最大の作戦のマーチ              | 水島哲         | P.Anka                   | 小林郁夫   | JP-5171  |
| 7  | 1962年 12月    | B面  | 聖者が街にやって来る                | アメリカ民謡   | アメリカ民謡             | 山木幸三郎 | JP-5171  |
| 8  | 1963年 1月     | A面  | 悲しき渡り鳥                        | 漣健児         | N.Allen A.Nilsen D.Carey | 小林郁夫   | JP-5172  |
| 8  | 1963年 1月     | B面  | 真夜中の慕情                        | 漣健児         | J.Wolf                   | 小林郁夫   | JP-5172  |
| 9  | 1963年 2月     | A面  | 倖せの星をたずねて                  | 沢ノ井千江児   | 服部良一                 | 服部良一   | JP-1524  |
| 9  | 1963年 2月     | B面  | 夕焼けの故郷                        | 沢ノ井千江児   | 小林郁夫                 | 小林郁夫   | JP-1524  |
| 10 | 1963年 3月     | A面  | 夜霧のロンリー・メン                | 漣健児         | J.Barry D.Pretlow        | 小林郁夫   | JP-5195  |
| 10 | 1963年 3月     | B面  | ブロークン・ギター                  | 漣健児         | J.Benasa                 | 小林郁夫   | JP-5195  |
| 11 | 1963年 6月     | A面  | さすらいのマーチ                    | あらかわひろし | N.Rosso                  | 小林郁夫   | JP-5210  |
| 11 | 1963年 6月     | B面  | 青春のトランペット                  | 滝田順         | N.Rosso                  | 小林郁夫   | JP-5210  |
| 12 | 1963年 8月     | A面  | 走れ大地を                          | 斎藤竜         | 山田耕筰                 | 小林郁夫   | JP-1583  |
| 13 | 1963年 9月     | A面  | メッカ                              | 漣健児         | N.Nader J.Gluck          | 小林郁夫   | JP-5239  |
| 13 | 1963年 9月     | B面  | 想い出のサン・フランシスコ          | 三田恭次       | G.Cory                   | 山屋清     | JP-5239  |
| 14 | 1964年 1月5日  | A面  | 北京の55日                          | ホセしばさき   | D.Tiomkin                | 萩原哲晶   | JP-5260  |
| 14 | 1964年 1月5日  | B面  | エイトマン                          | 前田武彦       | 萩原哲晶                 | 萩原哲晶   | JP-5260  |
| 15 | 1964年 1月25日 | A面  | さすらい                            | 十二村哲       | 北原じゅん               | 北原じゅん | TR-1005  |
| 15 | 1964年 1月25日 | B面  | ナナ                                | 岩谷時子       | 北原じゅん               | 北原じゅん | TR-1005  |
| 16 | 1964年 4月     | A面  | テキサスの四人                      | 渡舟人         | J.V.Heusen               | 小林郁夫   | TR-1040  |
| 16 | 1964年 4月     | B面  | 遠い夢                              | 沢ノ井千江児   | 鈴木英治                 | 小林郁夫   | TR-1040  |
| 17 | 1964年 6月     | A面  | くちづけ                            | 十二村哲       | 北原じゅん               | 北原じゅん | TR-1057  |
| 17 | 1964年 6月     | B面  | 淋しがり野郎                        | 鈴木比呂志     | 植村亨                   | 小林郁夫   | TR-1057  |
| 18 | 1964年 7月     | A面  | 流転ギター                          | 十二村哲       | 北原じゅん               | 北原じゅん | TR-1085  |
| 18 | 1964年 7月     | B面  | 霧笛                                | 十二村哲       | 北原じゅん               | 北原じゅん | TR-1085  |
| 19 | 1964年 10月    | A面  | 悲恋道中                            | 十二村哲       | 北原じゅん               | 北原じゅん | TR-1120  |
| 19 | 1964年 10月    | B面  | 哀愁夜曲                            | 十二村哲       | 北原じゅん               | 北原じゅん | TR-1120  |
| 20 | 1964年 12月    | A面  | 大阪エレジー                        | 十二村哲       | 飯田景応                 | 飯田景応   | TP-1015  |
| 20 | 1964年 12月    | B面  | 東京無情                            | 鈴木比呂志     | 植村亨                   | 小林郁夫   | TP-1015  |
| 21 | 1965年 1月     | A面  | 男じゃないか                        | 松井由利夫     | 伴徹也                   | 小林郁夫   | TP-1023  |
| 21 | 1965年 1月     | B面  | 赤い夕日の地平線                    | 十二村哲       | 飯田景応                 | 飯田景応   | TP-1023  |
| 22 | 1965年 4月     | A面  | 男の夕陽                            | 志賀大介       | 伴徹也                   | 小林郁夫   | TP-1050  |
| 22 | 1965年 4月     | B面  | 青春挽歌                            | 沢ノ井千江児   | 上条たけし               | 小林郁夫   | TP-1050  |
| 23 | 1965年 5月     | A面  | 俺たちゃマドロス                    | 十二村哲       | 飯田景応                 | 飯田景応   | TP-1072  |
| 23 | 1965年 5月     | B面  | 人形佐七                            | 十二村哲       | 飯田景応                 | 飯田景応   | TP-1072  |
| 24 | 1965年 8月     | A面  | 放浪哀歌                            | 十二村哲       | 荒川英一                 | 小林郁夫   | TP-1100  |
| 24 | 1965年 8月     | B面  | 星空はるか                          | 十二村哲       | 大沢浄二                 | 大沢浄二   | TP-1100  |
| 25 | 1965年 9月     | A面  | ああせつなき我が心                  | 十二村哲       | 根性誠                   | 小林郁夫   | TP-1135  |
| 25 | 1965年 9月     | B面  | 望郷                                | 十二村哲       | 中村二大                 | 中村二大   | TP-1135  |
| 26 | 1965年 11月    | A面  | さいはてに泣く                      | 十二村哲       | 芝田千景                 | 芝田千景   | TP-1150  |
| 26 | 1965年 11月    | B面  | おもかげの街                        | 十二村哲       | 豊中駿                   | 小林郁夫   | TP-1150  |
| 27 | 1966年 1月5日  | A面  | 雪山に消えたあいつ                  | 沢ノ井千江児   | 上條たけし               | 小林郁夫   | TP-1189  |
| 27 | 1966年 1月5日  | B面  | 曠野の星                            | 十二村哲       | 飯田景応                 | 飯田景応   | TP-1189  |
| 28 | 1966年 4月15日 | A面  | はてしなき恋                        | 鈴木道明       | 鈴木道明                 | 前田憲男   | TP-1251  |
| 28 | 1966年 4月15日 | B面  | 東京の夜は楽しく                    | 鈴木道明       | 鈴木道明                 | 前田憲男   | TP-1251  |
| 29 | 1966年 8月15日 | A面  | 夜霧に死す                          | 原六朗         | 原六朗                   | 小林郁夫   | TP-1330  |
| 29 | 1966年 8月15日 | B面  | 夕陽に涙す                          | 原六朗         | 原六朗                   | 小林郁夫   | TP-1330  |
| 30 | 1966年 10月5日 | A面  | 渚のあなた                          | 川内和子       | 中村八大                 | 中村八大   | TP-1340  |
| 30 | 1966年 10月5日 | B面  | かわいた唇                          | 川内和子       | 中村八大                 | 中村八大   | TP-1340  |
| 31 | 1967年 1月15日 | A面  | 星空に祈る                          | 原六朗         | 原六朗                   | 小林郁夫   | TP-1389  |
| 31 | 1967年 1月15日 | B面  | ぼんち野郎                          | 藤本義一       | 小泉しずか               | 小泉しずか | TP-1389  |
| 32 | 1967年 3月15日 | A面  | 星に希いをかけるとき                | G.Selden       | 鈴木道明                 | 前田憲男   | CP-1003  |
| 32 | 1967年 3月15日 | B面  | はてしなき恋                        | G.Selden       | 鈴木道明                 | 前田憲男   | CP-1003  |
| 33 | 1967年 4月15日 | A面  | 夕陽の果てに                        | 十二村哲       | 松尾安巳                 | 原田良一   | TP-1460  |
| 33 | 1967年 4月15日 | B面  | 荒野の男                            | 沢ノ井千江児   | 東京之助                 | 大西修     | TP-1460  |
| 34 | 1967年 6月5日  | A面  | はだしの少年                        | 金井勝         | 小林義和                 | 一ノ瀬義孝 | TP-1479  |
| 34 | 1967年 6月5日  | B面  | 黒い真珠                            | 大橋節夫       | 大橋節夫                 | 川口真     | TP-1479  |
| 35 | 1967年 8月5日  | A面  | 学生音頭                            | 片岡孝子       | 鈴木邦彦                 | 岩井直溥   | TS-1013  |
| 36 | 1967年 9月5日  | A面  | 嵐の中の恋                          | 浜口庫之助     | 浜口庫之助               | 一ノ瀬義孝 | TP-1488  |
| 36 | 1967年 9月5日  | B面  | 流れる                              | 浜口庫之助     | 浜口庫之助               | 一ノ瀬義孝 | TP-1488  |
| 37 | 1967年 10月5日 | A面  | 愛すればこそ君に                    | 十二村哲       | 寺沢一馬                 | 小林郁夫   | TP-1539  |
| 37 | 1967年 10月5日 | B面  | 愛よいつまでも                      | 鈴木比呂志     | 鈴木淳                   | 大西修     | TP-1539  |
| 38 | 1968年 1月10日 | A面  | 星がひとつ流れて                    | 十二村哲       | 寺沢一馬                 | 小林郁夫   | TP-1587  |
| 38 | 1968年 1月10日 | B面  | 東京の夜の物語                      | 沢ノ井龍二     | 小林郁夫                 | 小林郁夫   | TP-1587  |
| 39 | 1968年 3月1日  | A面  | 捨てないでおくれ                    | 岩谷時子       | 鈴木淳                   | 森岡賢一郎 | TP-1612  |
| 39 | 1968年 3月1日  | B面  | はるかなる旅路                      | 有馬三恵子     | 鈴木淳                   | 大西修     | TP-1612  |
| 40 | 1968年 5月1日  | A面  | ブルー・ナイト・イン・東京          | 上原尚         | 石井由紀夫               | 小林郁夫   | TP-1651  |
| 40 | 1968年 5月1日  | B面  | さいはての太陽                      | 沢ノ井龍二     | 小林郁夫                 | 小林郁夫   | TP-1651  |
| 41 | 1968年 9月1日  | A面  | 夜の花                              | はかま満緒     | 矢野明                   | 矢野明     | TP-2045  |
| 41 | 1968年 9月1日  | B面  | 虹はどこへ                          | 寺沢一馬       | 寺沢一馬                 | 小林郁夫   | TP-2045  |
| 42 | 1969年 1月     | A面  | 夜更けの赤坂                        | 上原尚         | 石井由紀夫               | 小林郁夫   | TP-2111  |
| 42 | 1969年 1月     | B面  | 帰ってきたぜ                        | 沢ノ井龍二     | 矢野明                   | 小林郁夫   | TP-2111  |
| 43 | 1969年 4月     | A面  | ゆるしておくれ                      | 島津ゆう子     | 長沢ロー                 | 森岡賢一郎 | TP-2140  |
| 43 | 1969年 4月     | B面  | かえらぬ夜風                        | タマイチコ     | 長沢ロー                 | 森岡賢一郎 | TP-2140  |
| 44 | 1970年 2月     | A面  | 君を愛して                          | 岩谷時子       | 猪俣公章                 | 森岡賢一郎 | TP-2245  |
| 44 | 1970年 2月     | B面  | 若者は港へ急ごう                    | 岩谷時子       | 猪俣公章                 | 森岡賢一郎 | TP-2245  |
| 45 | 1970年 7月     | A面  | 男だって泣くさ                      | 川内康範       | 猪俣公章                 | 森岡賢一郎 | TP-2307  |
| 45 | 1970年 7月     | B面  | 真実一路                            | 川内康範       | 猪俣公章                 | 竹村次郎   | TP-2307  |
| 46 | 1971年 1月     | A面  | マリア                              | ヒロコ・ムトー | 大本恭敬                 | 森岡賢一郎 | TP-2365  |
| 46 | 1971年 1月     | B面  | 男の旅路                            | 大本恭敬       | 大本恭敬                 | 森岡賢一郎 | TP-2365  |
| 47 | 1971年 4月     | A面  | 蒼空                                | 阿久悠         | 曽根幸明                 | 馬飼野俊一 | TP-2410  |
| 47 | 1971年 4月     | B面  | 陽のあたる丘                        | 阿久悠         | 曽根幸明                 | 馬飼野俊一 | TP-2410  |
| 48 | 1971年 10月    | A面  | 夕やけの旅路                        | 阿久悠         | S.Conwell                | 曽根幸明   | TP-2523  |
| 48 | 1971年 10月    | B面  | 愛していたい                        | 阿久悠         | S.Conwell                | 曽根幸明   | TP-2523  |
| 49 | 1972年 2月     | A面  | 涙のブルース                        | あさひな知彦   | 曽根幸明                 | 曽根幸明   | TP-2608  |
| 49 | 1972年 2月     | B面  | さすらいのブルース                  | あさひな知彦   | 曽根幸明                 | 曽根幸明   | TP-2608  |
| 50 | 1972年 5月     | A面  | 変身                                | あいまこと     | 曽根幸明                 | 曽根幸明   | TP-2678  |
| 50 | 1972年 5月     | B面  | 三本目の煙草                        | 山口洋子       | 曽根幸明                 | 曽根幸明   | TP-2678  |
| 51 | 1973年 4月     | A面  | 男心は誰が知る                      | あいまこと     | 曽根幸明                 | 曽根幸明   | TP-2820  |
| 51 | 1973年 4月     | B面  | 愛愁                                | 十二村哲       | 曽根幸明                 | 曽根幸明   | TP-2820  |
| 52 | 1973年 12月    | A面  | ヴェニスの船唄                      | 後藤紫雲       | 高木青葉                 | 曽根幸明   | TP-2944  |
| 52 | 1973年 12月    | B面  | ゴンドラの唄                        | 吉井勇         | 中山晋平                 | 曽根幸明   | TP-2944  |
| 53 | 1975年 2月     | A面  | 傷                                  | 石坂まさを     | 三佳令二                 | 森岡賢一郎 | TP-20104 |
| 53 | 1975年 2月     | B面  | 明日への旅                          | 石坂まさを     | 三佳令二                 | 森岡賢一郎 | TP-20104 |
| 54 | 1976年 5月5日  | A面  | おもいやり                          | 阿久悠         | 三佳令二                 | 竜崎孝路   | TP-20255 |
| 54 | 1976年 5月5日  | B面  | 男泣き                              | 阿久悠         | 三佳令二                 | 竜崎孝路   | TP-20255 |

### アルバム
| 発売日 | タイトル                               | 規格品番 |
| ------ | -------------------------------------- | -------- |
| 1962年 | 霧の中のジョニー                       | JPO-1219 |
| 1963年 | さいはての慕情                         | JPO-1267 |
| 1963年 | 想い出のサン・フランシスコ             | JPO-1321 |
| 1964年 | さすらい－克美しげるヒット・ソング集－ | TR-6003  |
| 1965年 | 大阪エレジー                           | TR-6005  |
| 1966年 | 克美しげる 歌のプレゼント              | TP-7143  |
| 1967年 | 克美しげる 魅惑の歌声                  | TP-7193  |

### タイアップ曲
| 年     | 楽曲       | タイアップ                            |
| ------ | ---------- | ------------------------------------- |
| 1963年 | 北京の55日 | 映画『北京の55日』主題歌              |
| 1963年 | エイトマン | TBS系テレビアニメ「エイトマン」主題歌 |

## 出演

### テレビドラマ
- 東芝土曜劇場 われら青春（フジテレビ系、1962年7月7日 - 1963年4月27日）第34話（※主題歌も歌唱）
- セブンティーン（日本テレビ系、1962年12月20日 - 1963年10月31日）
- マンガまんがドン（日本テレビ系、1963年）
- ドンドン道中記（日本テレビ系、1963年12月16日 - 1964年4月20日）
- 青年同心隊（TBS系、1964年10月30日 - 1965年1月22日）第12話（※主題歌も歌唱）
- 芸術祭参加作品 ひとびとの葬送（CBC、1964年11月13日）
- 人形佐七捕物帳（NHK、1965年4月9日 - 1966年4月1日）

### 映画
- すてきな16才（1962年、大映） - 夜の公園の歌手 役
- 君は恋人 （1967年、日活） - 井上しげる 役[注釈 11]
- 不良番長 シリーズ第1作 （1968年、東映） - ランキング 役
- 不良番長 猪の鹿お蝶 （1969年、東映） - 赤沢五郎 役

- 愛が泣いている さすらい（1997年）-　脚本・監督は村西とおる[16]で、清水健太郎・谷川みゆき・小田かおるも出演[注釈 12]。2001年6月10日にDVDで発売された。

## NHK紅白歌合戦出場歴
| 年度/放送回               | 曲目               | 対戦相手                 |
| ------------------------- | ------------------ | ------------------------ |
| 1964年（昭和39年）/第15回 | さすらい           | 二代目コロムビア・ローズ |
| 1965年（昭和40年）/第16回 | あゝせつなきわが心 | 仲宗根美樹               |